# Sementi elette

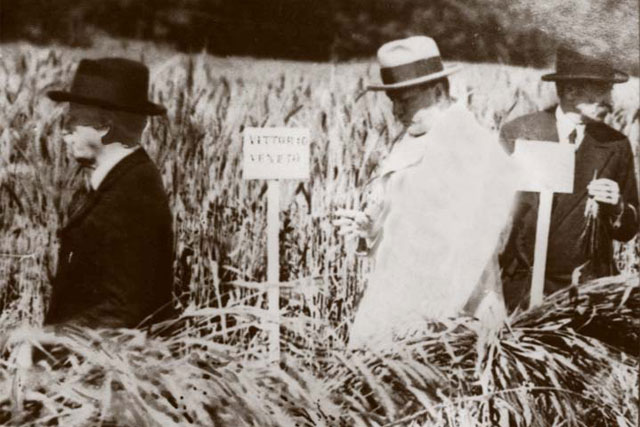
Nazareno Strampelli (a destra) accompagna Vittorio Emanuele III e Benito Mussolini nella visita alle coltivazioni sperimentali. Si nota la segnalazione del grano della cultivar "Vittorio Veneto" ottenuto dall'incrocio fra la varietà giapponese "Hizakiri" e la semente eletta strampelliana "Gregorio Mendel"

Sementi elette è la definizione di alcune cultivar di frumento ottenute da Nazareno Strampelli a partire dal 1905 e che furono largamente introdotte in Italia e in altri paesi nel XX secolo, tra gli anni venti e gli anni trenta.

## Storia

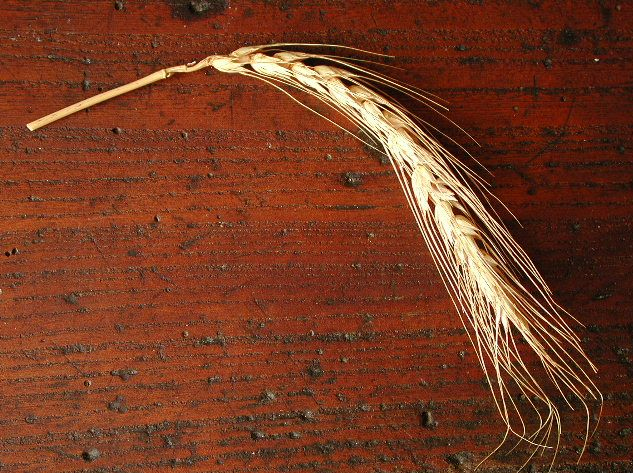
La varietà originaria "Rieti" da cui Strampelli partì per le ibridazioni con l'"Akakomugi" e il "Wilhelmina"

Il primo incrocio di successo ottenuto da Strampelli fu il grano "Carlotta", dedicato alla moglie e assistente Carlotta Parisani. La scarsa resistenza alla "stretta" di questa varietà lo condusse dopo anni di ricerche al triplice incrocio ("Rieti"x" Wilhelmina") x"Akakomugi" dal quale ottenne il grano "Ardito". 
Fu la svolta: la creazione del grano "Ardito" consentì di realizzare la prima cultivar che riuniva tutti i caratteri desiderabili dei vari grani del tempo: il grano "Rieti" era infatti resistente alla ruggine, l'olandese "Wilhelmina Tarwe" aveva un'alta resa per ettaro e infine il grano rosso giapponese ((JA)  赤小麦, Akakomugi) - altrimenti di scarso o nullo valore commerciale - era resistente all'"allettamento" per lo sviluppo breve del fusto e grazie alla sua maturazione precoce sfuggiva alla "stretta". L'introduzione delle varietà a basso fusto tramite il gene Rht8 proveniente dall'"Akakomugi" è considerata una delle più importanti mutazioni del grano indotte nel XX secolo.
Dal successo dell'"Ardito" Strampelli proseguì realizzando oltre ottocento incroci, dei quali una sessantina di valore commerciale.

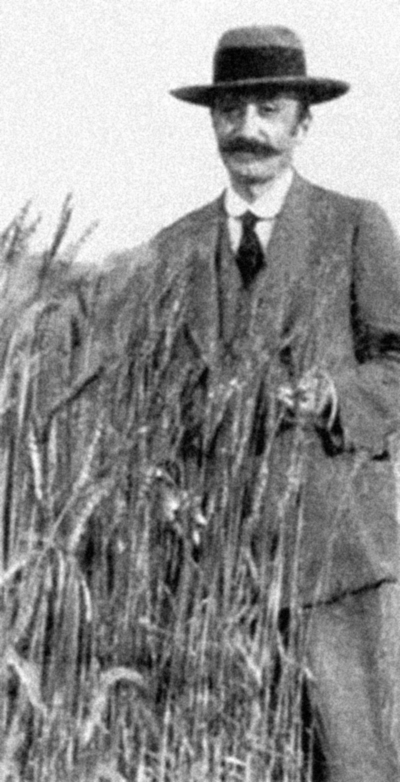
Nazareno Strampelli fotografato in una coltivazione di grano

Sulle sue sementi - inizialmente osteggiate per l'atteggiamento conservatore della cultura contadina - puntò invece Benito Mussolini, che ne aveva colto il valore fin dal 1925. Con lo scopo di far raggiungere all'Italia l'autosufficienza nella produzione cerealicola, il dittatore lanciò la cosiddetta "Battaglia del Grano", con la quale le "sementi elette" vennero diffuse grazie ad una capillare opera di propaganda e di istruzione.
Vennero raddoppiati gli stanziamenti per la sovvenzione delle Cattedre ambulanti che furono tutte motorizzate affinché potessero recarsi anche nelle località più remote a fare istruzione e propaganda. Cinque milioni di lire del 1925 vennero erogati agli Istituti Sperimentali perché intensificassero gli studi. Altri cinque milioni furono assegnati direttamente alla sovvenzione e alla diffusione delle varietà nuove di grano e furono istituiti mille posti di selezione del grano da seme allo scopo di raffinare la semente. Per intensificare la propaganda a favore delle nuove cultivar furono realizzati migliaia di campi dimostrativi in tutto il Paese dove mostrare ai coltivatori l'efficacia delle "sementi elette".
Nel giro di un decennio le sementi Strampelli erano le cultivar più diffuse nel Settentrione del paese. Allo scoppio della Seconda guerra mondiale, anche il Mezzogiorno - dove più lenta era stata la penetrazione delle nuove tecniche produttive a causa della resistenza o dell'incuria dei latifondisti reazionari - aveva ampiamente adottato queste varietà. È stato sostenuto che le "sementi elette" abbiano consentito all'Italia di superare la crisi del conflitto mondiale senza subire le catastrofiche carestie che invece avevano colpito altri paesi, come la Grecia.
Nel dopoguerra diversi paesi mondiali avevano introdotto le varietà Strampelli, fra cui la Cina, l'Argentina, il Messico, il Portogallo e la Jugoslavia. In altri paesi, a partire dalle esperienze di Strampelli, erano state realizzate cultivar locali, come in URSS e Australia. Dal Messico - dove lavorava l'agronomo Norman Borlaug - la presenza di coltivazioni di grani Strampelli consentì allo scienziato americano (che tuttavia era all'oscuro delle ricerche del suo predecessore italiano) basi su cui realizzare la cosiddetta Rivoluzione verde degli anni Sessanta.

## Caratteristiche
Vennero ottenute in massima parte per ibridazione con lo scopo di selezionare i caratteri desiderabili delle diverse varietà di frumento. Oltre a perseguire una maggiore produttività per ettaro ottenuta non solo riducendo l'impatto di questi flagelli sulle coltivazioni, ma anche selezionando le varietà più fruttifere In particolare Strampelli si impegnò sui seguenti obbiettivi immediati:
- la ruggine bruna, per la quale ricercò varietà resistenti ai funghi che ne sono causa;
- il cosiddetto "allettamento", contro il quale puntò ad una riduzione dell'altezza relativa delle spighe;
- la "stretta", causata dalla siccità e dall'aumento repentino delle temperature nel periodo finale del riempimento delle cariossidi, per evitare la quale puntò alla precocità di maturazione del seme.

## Classificazione
Le varietà di frumento che Strampelli produsse sono:

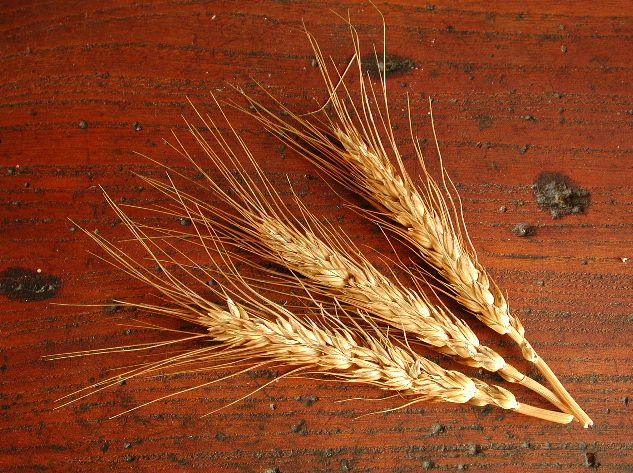
La semente eletta "Littorio"
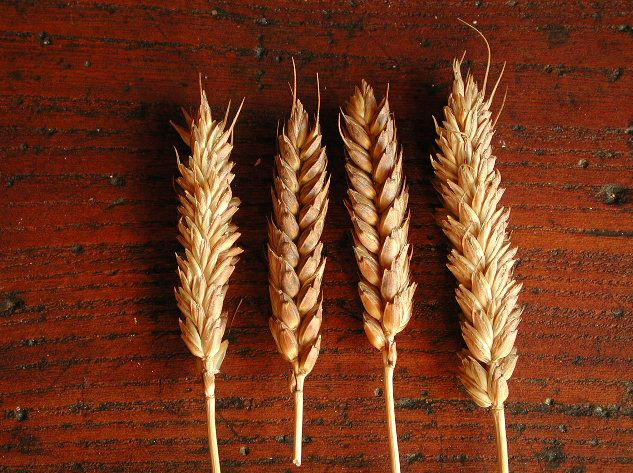
La semente eletta "San Pastore" o "Bruno"
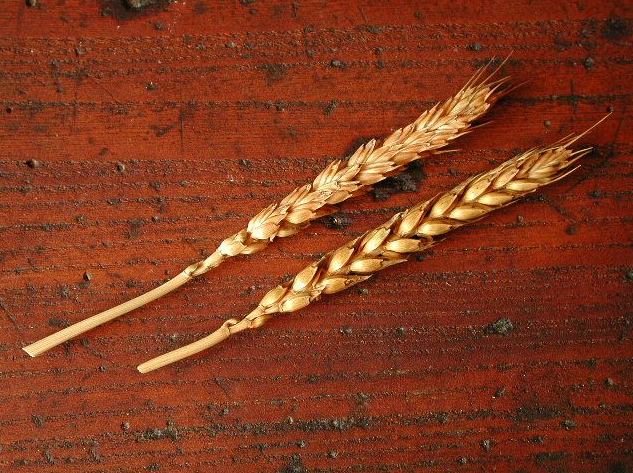
La semente eletta "Villa Glori"
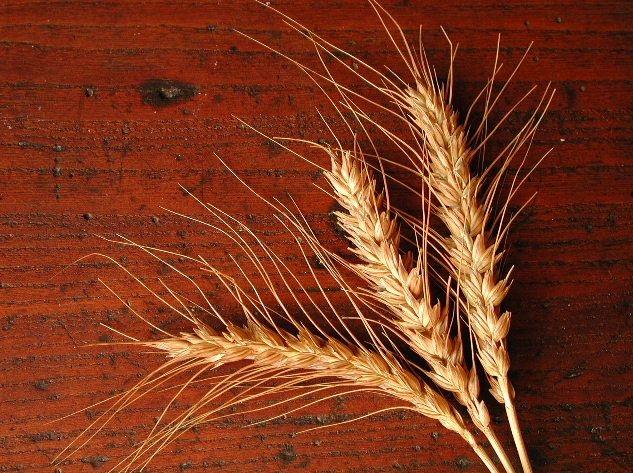
La semente eletta "Mentana"
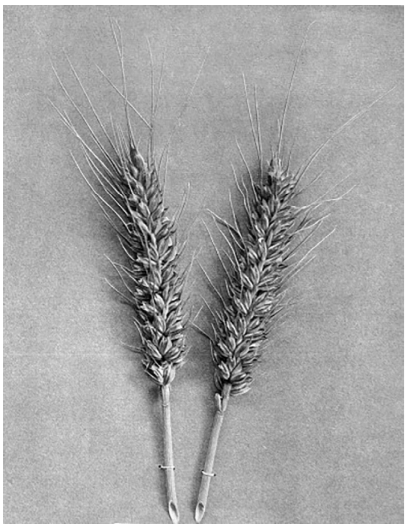
Il grano Ardito

### Grani teneri
| Nome della varietà                            | Genealogia                                                  |
| --------------------------------------------- | ----------------------------------------------------------- |
| Alalà, poi P. poi Turano                      | Balilla / Ardito                                            |
| Albimonte                                     | Hatif Inversable Vilmorin / Akakomugi                       |
| Apulia                                        | Rieti / Spelta bianco aristato                              |
| Apulia Precoce                                | Apulia // Ardito                                            |
| Ardito                                        | Wilhelmina Tarwe / Rieti [ar. 21] // Akakomugi              |
| Attilio Fabrini                               | Wilhelmina Tarwe / Rieti [m. 67] // Akakomugi               |
| Augusta Strampelli                            | Selezione genealogica da Rieti                              |
| Ausonia                                       | Wilhelmina Tarwe / Rieti [m. 67] // Akakomugi /3/Ardito     |
| Baionette                                     | Rieti / Prince Albert                                       |
| Balilla                                       | Duro di Puglia / Akakomugi                                  |
| Bersagliere                                   | ibrido spontaneo da Akakomugi                               |
| Bruno, poi C.T.P. poi S. Pastore              | Balilla / Villa Glori                                       |
| Calatafimi                                    | Selezione genealogica da frumenti provenienti dal Kansas    |
| Cambio                                        | Rieti / Prince Albert                                       |
| Cantore                                       | Triticum villosum / Rieti                                   |
| Caprera                                       | Selezione da miscuglio (T. aestivum, T. durum, T. turgidum) |
| Carlotta Strampelli                           | Rieti / Massy                                               |
| Carlottina Bianca                             | Hizakiri / Gregorio Mendel                                  |
| Carlottina Rossa                              | Hizakiri / Gregorio Mendel                                  |
| Castelfidardo                                 | Wilhelmina Tarwe / Rieti [ar. 21] // Akakomugi              |
| Catria                                        | Hatif Inversable Vilmorin / Rieti                           |
| Cervaro                                       | Selezione da miscuglio (T. aestivum, T. durum, T. turgidum) |
| Cesare Battisti                               | Wilhelmina Tarwe / Rieti [m. 67] // Akakomugi               |
| Columella                                     | Hatif Inversable Vilmorin / Rieti                           |
| Comandante Baudi                              | Hatif Inversable Vilmorin / Rieti // Ardito                 |
| Comandante Novaro                             | Hatif Inversable Vilmorin / Rieti // Ardito                 |
| Cuboni                                        | Shyrobozu / Carlotta Strampelli                             |
| Damiano Chiesa                                | Wilhelmina Tarwe / Rieti [m. 67] // Akakomugi               |
| Dante                                         | Wilhelmina Tarwe / Rieti [m. 67] // Akakomugi               |
| Edda                                          | Wilhelmina Tarwe / Rieti [m. 21] // Akakomugi               |
| Eja, poi P.B. poi Velino                      | Balilla / Ardito                                            |
| Enrico Toti                                   | Wilhelmina Tarwe / Rieti [m. 67] // Akakomugi               |
| Ettore Fieramosca                             | Wilhelmina Tarwe / Rieti [m. 21] // Akakomugi               |
| Fabio Filzi                                   | Wilhelmina Tarwe / Rieti [m. 67] // Akakomugi               |
| Fanfulla                                      | Ardito / Perfection                                         |
| Fausto Sestini                                | Wilhelmina Tarwe / Rieti [m. 21] // Akakomugi               |
| Fiume                                         | Akakomugi / Carlotta Strampelli                             |
| Francesco Strampelli                          | Hizakiri / Gregorio Mendel                                  |
| Goito                                         | Wilhelmina Tarwe / Rieti [m. 67] // Akakomugi               |
| Gorizia                                       | Wilhelmina Tarwe / Rieti [m. 21] // Akakomugi               |
| Gregorio Mendel                               | Rieti / Prince Albert                                       |
| Italo Balbo, poi L.F. poi Cerere              | Balilla / Ardito                                            |
| Italo Giglioli                                | Wilhelmina Tarwe / Rieti [m. 67] // Akakomugi               |
| Littorio poi D. poi Libero                    | Apulia / Ardito                                             |
| Luigia Strampelli                             | Selezione da miscuglio (T. aestivum, T. durum, T. turgidum) |
| Marsala                                       | Rieti / 9151 Stati Uniti N.A. (USA)                         |
| Mentana                                       | Wilhelmina Tarwe / Rieti [m. 67] // Akakomugi               |
| Miale                                         | Hatif Inversable Vilmorin / Rieti // Ardito                 |
| Nuria                                         | Hatif Inversable Vilmorin / Rieti                           |
| Oberdan                                       | ibrido spontaneo da Akakomugi                               |
| Palestro                                      | Wilhelmina Tarwe / Rieti [m. 67] // Akakomugi               |
| Palmieri                                      | Wilhelmina Tarwe / Rieti [m. 67]                            |
| Principe Potenziani                           | Selezione genealogica da frumenti giapponesi                |
| Rachele, poi Ciro Menotti, poi Mentana Mutico | Wilhelmina Tarwe / Rieti [m. 21] // Akakomugi               |
| Riccio                                        | Wilhelmina Tarwe / Rieti [m. 67] // Akakomugi               |
| Rismondo                                      | Wilhelmina Tarwe / Rieti [m. 67] // Akakomugi               |
| Roma                                          | Akakomugi / Triticum villosum                               |
| Rosso Leonessa                                | Rieti / Prince Albert                                       |
| Sabina                                        | Wilhelmina Tarwe / Rieti [m. 21] // Akakomugi               |
| Salto (già T.D.)                              | Wilhelmina Tarwe / Rieti [M. 67] // Akakomugi /3/Ardito     |
| S. Michele                                    | Wilhelmina Tarwe / Rieti [m. 21] // Akakomugi               |
| Nazario Sauro (Primaverile)                   | ibrido spontaneo da Shyrobozu                               |
| Stamura                                       | Wilhelmina Tarwe / Rieti [m. 67] // Akakomugi               |
| Terenzio (o Luigi Razza)                      | Turgido C 1098-1916 / Principe Potenziani                   |
| Terminillo                                    | Segale / Rieti // Rieti 1907                                |
| Tevere                                        | Hatif Inversable Vilmorin / Rieti // Ardito                 |
| Tilia                                         | Hatif Inversable Vilmorin / Rieti                           |
| Tiriamo Diritto                               | Wilhelmina Tarwe / Rieti // Akakomugi /3/Ardito             |
| Trento                                        | Akakomugi / Carlotta Strampelli                             |
| Trieste                                       | Wilhelmina Tarwe / Rieti [m. 67] // Akakomugi               |
| Varrone                                       | Wilhelmina Tarwe / Rieti                                    |
| Vettore                                       | Wilhelmina Tarwe / Rieti [m. 67] // Akakomugi/3/Ardito      |
| Villa Glori                                   | Wilhelmina Tarwe / Rieti [m. 67] // Akakomugi               |
| Virgilio                                      | Hatif Inversable Vilmorin / Rieti                           |
| Vittorio Veneto                               | Hizakiri / Gregorio Mendel                                  |
| Zara                                          | Hatif Inversable Vilmorin / Rieti                           |
| Zama                                          | Wilhelmina Tarwe / Rieti                                    |

### Grani duri
| Nome della varietà | Genealogia                                                                    |
| ------------------ | ----------------------------------------------------------------------------- |
| Senatore Cappelli  | Selezione genealogica da frumenti autoctoni pugliesi / Jeanh Rhetifah / Rieti |

## Nomenclatura
Nazareno Strampelli nominò le varietà di frumento che i suoi esperimenti produssero in vari filoni.
- Nomi geografici legati a località care a Strampelli, alla storia del frumento o alle montagne dell'Appennino nei pressi del Reatino: (Apulia; Ausonia; Tevere; Vettore; Leonessa etc.)
- Nomi patriottici legati alla storia del Risorgimento (Castelfidardo; Goito; Caprera etc.)
- Nomi patriottici legati alla storia della Grande Guerra: (Enrico Toti; Nazario Sauro; Vittorio Veneto, San Michele etc.)
- Nomi delle città redente dopo il 1918 (Trento, Trieste, Fiume, Gorizia, Zara)
- Nomi di eroi della storia italiana medievale, in particolare dei cavalieri della Disfida di Barletta
- Nomi di personalità scientifiche cui Strampelli era particolarmente grato (Giuseppe Cuboni, Attilio Fabrini, Gregor Mendel etc.)
- Nomi di politici che avevano favorito le ricerche di Strampelli e l'agricoltura in generale (Principe Potenziani; Luigi Razza; Senatore Cappelli)
- Nomi di familiari di Strampelli (i suoi genitori e soprattutto Carlotta Parisani, cui dedicò tre varietà)
- Nomi legati al Fascismo e ai suoi slogan (Littorio; Alalà; Italo Balbo etc.) oppure come omaggio alla famiglia di Mussolini (Bruno; Edda; Rachele)
- Nomi legati alla cultura classica (Columella; Varrone etc.)
- Nomi vari a carattere storico e patriottico: Dante (dedicato al Sommo Poeta), Stamura (dedicato all'omonima eroina anconetana)

Il frumento "Bruno" fu anche denominato "San Pastore" (nomenclatura con cui è universalmente noto oggi), dalla tenuta dove Strampelli lavorò a lungo.